# 15 Westferry Circus
Le 15 Westferry Circus est un bâtiment de la ville de Londres, situé dans le quartier de Canary Wharf. Il fait partie du Westferry Complex. Le bâtiment fut conçu par le cabinet d'architectes Terry Farrell and Partners et fut construit entre 1998 et 2001. Il est haut de 44,5 m et comporte 10 étages.